# 托德男爵亚历山大·罗伯图斯·托德
亚历山大·罗伯图斯·托德，托德男爵，OM，FRS（1907年10月2日—1997年1月10日），出生于格拉斯哥，苏格兰化学家，其有关核苷酸、核苷和核苷酸辅酶的结构和合成研究使他获得了1957年诺贝尔化学奖。

## 生平
托德从牛津大学毕业后，在李斯特研究所，爱丁堡大学（1934-1936年）和伦敦大学任职。
1938年，托德在加州理工学院担任了六个月的客座教授，最终拒绝了任教职位。
1944年，他被任命为剑桥大学1702 化学系主任，直到1971年退休。1949年，他合成了三磷酸腺苷（ATP）和黄素腺嘌呤二核苷酸（FAD）。托德于1948年秋季担任芝加哥大学的客座教授，并于1950年担任悉尼大学的客座教授 。
1955年，他帮助阐明了维生素B12的结构，尽管最终配方和确定的结构是由多萝西·霍奇金和她的团队确定的，后来致力于维生素B1和维生素E（花青素的结构和合成）的研究。
1975年至1980年担任皇家学会会长。
1981年，托德成为世界文化理事会的创始成员。
他因心脏病发作于1997年1月10日在剑桥去世。

## 家庭
1937年，托德与诺贝尔奖获得者亨利·戴尔爵士的女儿艾莉森·莎拉·戴尔结婚，托德曾担任伦敦皇家学会主席。他们有一个儿子亚历山大·亨利和两个女儿海伦·简和希拉里·艾莉森。